# Стрільба на Літній універсіаді 2019
Стрільба з лука на Універсіаді 2019 — змагання зі стрільби в рамках літньої Універсіади 2019 року, що проходили з 4 липня по 9 липня в італійському містечку Беневенто. Були розіграні 15 комплектів нагород.

## Історія
Стрілянина факультативна дисципліна в програмі універсіади. Вперше з'явилася в Бангкоку в 2007 році з більш ніж 450 спортсменами учасниками. Потім була знову представлена в 2011, 2013 та 2015 роках.
На минулій Універсіаді в Тайбеї змагання в цьому виді спорту не проводилися.

## Правила участі
Заходи по стрільбі будуть організовані у відповідності з останнім технічним регламентом Всесвітньої федерації стрільби.
У відповідності з Положенням FISU, спортсмени повинні відповідати таким вимогам для участі у Всесвітній універсіаді (стаття 5.2.1):
- До змагань допускаються студенти, що навчаються у закладах вищої освіти, або закінчили виш не більше року тому.
- Всі спортсмени повинні бути громадянами країни, яку вони представляють.
- Учасники повинні бути старше 17-ти років, але молодше 28-ми років на 1 січня 2019 року (тобто допускаються тільки спортсмени, які народилися між 1 січня 1991 року та 31 грудня 2001 року).

## Календар
| ЦВ | Церемонія відкриття | ● | Кваліфікації | 2 | Фінали змагань | ЦЗ | Церемонія закриття |

| Липень     | 2 Вт | 3 Ср | 4 Чт | 5 Пт | 6 Сб | 7 Нд | 8 Пн | 9 Вт | 10 Ср | 11 Чт | 12 Пт | 13 Сб | 14 Нд | Змагання |
| ---------- | ---- | ---- | ---- | ---- | ---- | ---- | ---- | ---- | ----- | ----- | ----- | ----- | ----- | -------- |
| Стрілянина |      | ЦВ   | 1    | 3    | 2    | 1    | 3    | 5    |       |       |       |       | ЦЗ    | 15       |

## Результати

### Чоловіки
| Дисциплина                  | Золото                    | Срібло                     | Бронза                   |
| --------------------------- | ------------------------- | -------------------------- | ------------------------ |
| 10 м. Пневматична гвинтівка | Патрик Яни Словаччина     | Хачжун Пак Південна Корея  | Євгеній Панченко Росія   |
| 10 м. Пневматичний пістолет | Даехун Пак Південна Корея | Чжан Бовен КНР             | Саджад Лафмеджани Індія  |
| Трап. Чоловіки              | Ян Кун Пі                 | Філіп Марінов Словаччина   | Адріан Дробни Словаччина |
| Команди чоловіки            | КНР Китай                 | Іран                       | Словаччина               |
| Скіт. Чоловіки              | Ніколас Васіліу Кіпр      | Тімі Валліоніємі Фінляндія | Сінг Баджва Індія        |

### Жінки
| Дисциплина                  | Золото                       | Срібло                   | Бронза                        |
| --------------------------- | ---------------------------- | ------------------------ | ----------------------------- |
| 10 м. Пневматична гвинтівка | Люсі Браздова Чехія          | Валаріван Елавеніл Індія | Юнг Шін Лін                   |
| 10 м. Пневматичний пістолет | Дорса Арабшані Іран          | Хані Ростамян Іран       | Мінчжун Кім Південна Корея    |
| Трап. Жінки                 | Лю Ван Ю Китайський Тайбей   | Фьяметта Россі Італія    | Сарсенкул Рисбекова Казахстан |
| Скіт. Жінки                 | Кьяра Ді Марціантоніо Італія | Зоя Кравченко Казахстан  | Гана Адамкова Чехія           |

### Мікст
| Дисципліна                         | Золото                                  | Срібло                                 | Бронза                                  |
| ---------------------------------- | --------------------------------------- | -------------------------------------- | --------------------------------------- |
| 10 м. Пневматична гвинтівка. Мікст | Іран Наджмех Гедматі Махьяр Седагат     | Південна Корея Се Чжі Ву Нам Те Юн     | Росія Марія Іванова Євгений Панченко    |
| 10 м. Пневматичний пістолет. Мікст | Китайський Тайбей Ю Аї Вен Куо Куан Тін | Південна Корея Кім Мін Чжун Пак Де Хун | Італія Марія Варріччьо Даріо Ді Мартіно |
| Трап. Мікст                        | Італія                                  | Китайський Тайбей                      | Іспанія                                 |

## Медальний залік зі стрільби
*   Країна-господарка (  Італія)
| Місце               | Країна              | Золото | Срібло | Бронза | Загалом |
| ------------------- | ------------------- | ------ | ------ | ------ | ------- |
| 1                   | Китайський Тайбей   | 3      | 2      | 1      | 6       |
| 2                   | Іран                | 2      | 2      | 1      | 5       |
| 3                   | Італія*             | 2      | 1      | 1      | 4       |
| 4                   | Південна Корея      | 1      | 3      | 1      | 5       |
| 5                   | Словаччина          | 1      | 1      | 2      | 4       |
| 6                   | Китай               | 1      | 1      | 0      | 2       |
| 7                   | Чехія               | 1      | 0      | 1      | 2       |
| 8                   | Польща              | 1      | 0      | 0      | 1       |
| 8                   | Кіпр                | 1      | 0      | 0      | 1       |
| 10                  | Індія               | 0      | 1      | 2      | 3       |
| 11                  | Казахстан           | 0      | 1      | 1      | 2       |
| 12                  | Фінляндія           | 0      | 1      | 0      | 1       |
| 13                  | Росія               | 0      | 0      | 2      | 2       |
| 14                  | Іспанія             | 0      | 0      | 1      | 1       |
| Загалом (14 збірні) | Загалом (14 збірні) | 13     | 13     | 13     | 39      |